# Somebody to Love (Brad Newman-låt)
Somebody to Love är en sång skriven av Charles Melvyn Thomas och Tommie Connor, inspelad av Brad Newman 1962. Med text på svenska av Allan Fors spelades den in av Sven-Ingvars 1964 som Någon att hålla i hand.

### Fotnoter
1. ↑  Joakim Tegblom. ”Låtar du trodde var svenska”. Arkiverad från originalet den 26 oktober 2013. https://web.archive.org/web/20131026075436/http://gotiskaklubben.wordpress.com/2013/09/22/latar-du-trodde-var-svenska/. Läst 19 juni 2014.